# Пауеллвілл (Меріленд)
Пауеллвілл (англ. Powellville) — переписна місцевість (CDP) в США, в окрузі Вікоміко штату Меріленд. Населення — 188 осіб (2020).

## Географія
Пауеллвілл розташований за координатами 38°19′53″ пн. ш. 75°22′44″ зх. д. / 38.33139° пн. ш. 75.37889° зх. д. (38.331284, -75.378781).  За даними Бюро перепису населення США в 2010 році переписна місцевість мала площу 3,87 км², з яких 3,84 км² — суходіл та 0,03 км² — водойми.

## Демографія
Згідно з переписом 2010 року, у переписній місцевості мешкало 189 осіб у 74 домогосподарствах у складі 51 родини. Густота населення становила 49 осіб/км².  Було 86 помешкань (22/км²).
Расовий склад населення:
| - 97,9 % — білих - 1,6 % — осіб інших рас |

До двох чи більше рас належало 0,5 %. Частка іспаномовних становила 2,6 % від усіх жителів.
За віковим діапазоном населення розподілялося таким чином: 27,5 % — особи молодші 18 років, 63,0 % — особи у віці 18—64 років, 9,5 % — особи у віці 65 років та старші. Медіана віку мешканця становила 38,5 року. На 100 осіб жіночої статі у переписній місцевості припадало 110,0 чоловіків;  на 100 жінок у віці від 18 років та старших — 117,5 чоловіків також старших 18 років.
Цивільне працевлаштоване населення становило 27 осіб. Основні галузі зайнятості: освіта, охорона здоров'я та соціальна допомога — 63,0 %, роздрібна торгівля — 37,0 %.